# 水草水槽
水草水槽（みずくさすいそう、水草アクアリウム、水草レイアウト、水草レイアウト水槽とも）とは、水槽内で水草を主体に美しく育てるアクアリウムである。ヨーロッパで広く楽しまれているダッチアクアリウムや、天野尚が提唱したネイチャーアクアリウムなどが代表的で、熱帯域を中心とした世界中の非常に多種多様な水草が使われる。

## 概要
アクアリウムの歴史においては熱帯魚の飼育に主眼が置かれ、水草は伝統的に魚を飼育するための使い捨ての道具としてみなされてきた。 魚類飼育を目的とした水槽に植物を植栽しても、多くの場合生育は見込めず枯れていくか、魚の餌として消費されるだけである。こうしたものの好例として、金魚水槽に入れるカボンバなどの「金魚藻」や、ドラセナなどあたかも水草として売られているものの水中で育つことがない観葉植物が挙げられる。水草を育てるため、様々な設備や栽培方法、管理方法が発展してきた。このように水草水槽ではアクアリウムでは従来”道具”として扱われてきた水草を主役に据え、育成・繁殖させながら一年中美しさを楽しむ。

## 歴史
19世紀のガラス水槽の一般化の後、水草はその後すぐに水槽に入れられるようになった。
しかしこれは水草を栽培することや水草の美しさを楽しむためというより、自然に近い方法を用いて魚を飼育するための設備の一つであった。当時はフィルターや水替えの技法が未発達であったため、植物による酸素化や浄化能力を期待してのものであった。
蛍光灯、フィルターやエアーポンプといった、電気を使ったアクアリウム器具が普及したのは、ようやく第二次世界大戦が終わった後であったからである。
また、 Aquarium is nature on a small scale
Aquarium is a microcosm 
といった当時のアクアリウムの定義からも見て取れるように、当時のアクアリウムの最終目標は人為を廃した生態系の完全再現であり、レイアウトにせよ管理にせよ人為は避けられる傾向にあった。この流れはのちにバランスドアクアリウムと呼ばれ、日本にはコンラート ローレンツの「ソロモンの指輪」で紹介され話題を呼び、「ローレンツアクアリウム」として日本では知られるようになった。
19世紀も後半になると水草を浄化のための道具としてというより、水槽を彩るための装飾として用いる動きが出てきた。たとえば1850年代にはセンタープラント（水槽に目立つ植物をアイキャッチ用に配置する）の概念が生じ、またWestはヒンジモと藻類を水槽にカーペット状に敷き詰めるために使用した。
第二次世界大戦後に蛍光灯をはじめとした様々な器具が普及すると、必然的に水草の利用も大きく変化した。1960年代になると水草の水質浄化の用法はフィルターや水替えに立場を譲っていき、水草を栽培する目的は水槽の美化のためとなった。
そして水草を使用した水槽はヨーロッパの長い冬の中で緑を楽しむ手段として発展していった。
この流れの中で1960年代にはオランダ発のダッチアクアリウムが広がっていった。ダッチアクアリウムはレイアウト面ではデザインの下地を黄金比に従って決めたり、互いの水草にメリハリが効くように異なった色彩・形態を配植するなど、西洋庭園の意匠を取り入れながら水草水槽を芸術の域まで高めた。それだけでなく、栽培技術に関してもCO2添加や底床肥料の開発など大幅な発展を遂げ、今まで育てられなかった多くの水草の栽培を可能にした。また、ドイツではレイアウト構図よりも水草と魚がともに最高の状態であることを重視したオプティマムアクアリウムも登場した。1978年にヨーロッパ諸国を訪れた山崎美津夫は当時の水草事情を「フィッシュマガジン」1978年6月号・7月号に寄稿しているが、ヨーロッパではすでにダッチアクアリウムに限らず様々なタイプの水草レイアウトやテラリウム、アクアテラリウムなどが発展を遂げていたことがうかがえる。日本においては1960年代に熱帯魚ブームが起きた一方で水草はといえばグッピーや卵生メダカの愛好家が水質浄化のために栽培するか、一般の熱帯魚飼育環境にも適応可能な数種が栽培されるにとどまり、水草に対する関心はなかなか育たなかった。しかし1980年代までには本格的な水草水槽であるアクアートが提唱され、1983年には写真集「ザ、グリーン」が出版されている。これはダッチアクアリウム（オランダ式アクアリウム）の輸入に留まらず、日本庭園の意匠を取り入れて石や流木を素材に使いつつ水草の美しさを楽しむものであった。1993年にはアクアプラントサンドなどのアクアソイルが発売され、日本ではソイルを用いた栽培法がこうした栽培難関種の人気とともに1990年代から2000年代にかけて普及していった。1982年には天野尚によるアクアデザインアマノ（ADA）が創業し、1992年の写真集「ガラスの中の大自然」、1994年の「水ー自然への回帰」が5か国語に翻訳され世界に広まったことをきっかけとして石や流木で自然を表現した斬新なレイアウトとして、ネイチャーアクアリウムが世界的に普及した。2001年にはネイチャーアクアリウムのコンテストである世界水草レイアウトコンテストが始まり、現在も続いている。

## 器具
水草栽培には様々な方法があるが、一般的な栽培器具を挙げる。
- 照明

照明は水草に限らず、植物にとってなくてはならないものである。80年代には蛍光灯に加え水銀灯や白熱電球も使われていたが、90年代には蛍光灯が主流となった。メタルハライドランプが使われる場合もある。2010年代からは多くの蛍光灯照明が姿を消し、LED照明にとってかわられているが、各種照明により育て方や育ち方は異なる。
- 水質

一般に日本では、ほとんどの水草は弱酸性の軟水を好むといわれる。水質が合わないことにより水草が枯れることは非常に多く、特に水道水の水質が弱アルカリ性だったり硬水の環境で軟水を好む水草を育てる場合、pH降下剤をはじめとした水質調整剤を使う必要がある。特にトニナ（水草）、スターレンジなどは酸性の軟水でないと溶けるように枯れてしまう。
- 水槽

- 底床

日本においては扱いが簡便なアクアソイルが現在主流であるが、ダッチアクアリウムでは伝統的に現在も砂を用いている。
- 二酸化炭素添加

水槽内では二酸化炭素は基本的に不足傾向であり、添加により栽培が格段に容易となる。、二酸化炭素添加は1970年代から栽培を容易にする手段として知られてきた。アナカリスやナヤスなど以外の水草では重炭酸イオンが利用できないものも多く、二酸化炭素（遊離炭酸）の状態でしか利用できないものもある。重炭酸平衡により、pHが低いほど遊離炭酸が増える。多くの水草は弱酸性の水質を好むことはこれによると一般的に言われている。添加方式にはガスボンベ式、重曹とクエン酸の反応によるもの、酵母の発酵によるものなどがある。
- 肥料

魚の糞のみを肥料として水草を育てるには限界があり不足する成分が多く、とくにカリウムが不足しやすいといわれている。また、水草中心のレイアウトでは窒素やリン酸が不足する場合もある。

## 水草水槽に使われる水草
レイアウトに注目されがちな水草水槽だが、水草の栽培自体やコレクションもまた水草水槽の楽しみ方のひとつである。
水草は多くの種類で栽培さえできていれば増殖し、対処が適切なら枯れそうになっても断片から復活して何年でも何十年でも生き残っていく。そのため一度きり、たった数本しか輸入されなかったものがブリーダーや愛好家の間で長い間維持されていたり、いちど市場からみられなくなった水草も愛好家の増殖株から流通が再開されるものも多い。このように、一本一本の水草には歴史があり、物語があるとすらいえるのである。
1994年の「世界の水草」には540種、2005年の「世界の水草728種図鑑」ではその名の通り728種、2020年の「レイアウトに使える水草500種図鑑」には500種の水草が掲載されているが、これらに掲載されていない種や地域変異も非常に多い。特にブセファランドラ属やクリプトコリネ属といった非常に多数のバリエーションが流通する水草がこれらの図鑑にはあまり掲載されておらず、例えばブセファランドラ属はこれらの図鑑には全く掲載されていない～たった数種しか掲載されていないが、現状では数百のバリエーションが流通している。 いっぽうでクリプトコリネなどをはじめとして野外株の乱獲問題も古くから問題になっている。水草には増殖が非常に速く害草として駆除されているようなものもある一方で（→水田雑草）、非常に増殖の遅いものも存在する。また、世界的な自然環境の悪化や原産国の輸出規制などによりアクアリウムに新しくもたらされる水草は年々減り続けている。 さらに、水草レイアウトは新たな水草の導入により発展してきた面も大きかったにもかかわらず、近年ではよく使われ実績のある少数の種類ばかりが頻用されるようになってきている。このことにより長い間アクアリウムで楽しまれてきた水草も需要が低下し、流通種数の激減を招きかねない状況である。
貴重な水草がアクアリスト自身の手で大事に維持・繁殖され続けられるよう努力されるべきである。

## 水草レイアウトの種類
ダッチアクアリウムやネイチャーアクアリウムをはじめとして様々な様式がある。
→ アクアスケープ
なお、主に海外では水草レイアウトを指してAquascapeと呼ぶことが多いが、水草レイアウトのみを指すわけではく海水水槽をサンゴやライブロックで彩ったり、水草を使用せず石や流木のみでレイアウトする例もみられる。
一方で水草水槽という場合であっても、コレクションや栽培法の見極めのために水草の入った鉢を並べたり、レイアウトに使用するためにただ水草を育成増殖させる”畑水槽”のように、必ずしもレイアウトを目的としない例もみられる。